# Alerion
Névváltozatok:

Alerion

Arany alapon vörös harántpólyán három alerion Lotaringia címerében

csonka törpe sas (Bertényi Új m. címertan 77. l.)
fr: alérion, de: Alerion, gestümmelter Adler, en: alerion, eagle without beak and legs, es: álerión, it: alerione, la: alerio, minor aquila
Rövidítések
Az alerion (fr.) fegyverzet (csőr és lábak) nélküli kisebb sas a heraldikában. Kitárt szárnyakkal, csőr és karmok nélkül ábrázolják. A csőre nagyjából a 16. század óta maradt el. A francia heraldikusok szerint a külföldieken aratott győzelmet jelképezte. Az ófrank adhalarjo, ógall aliers kifejezés fosztogató madarat jelent, mely végső soron a latin aquilario „kis sas” szóból ered és a sas (aquila) diminutívája.
A csőr és a lábak elhagyása a francia heraldika egyik jellegzetes ábrázolásmódja. Előfordul például a rigók (fr: merlette) címertani ábrázolásánál is.
Úgy tartják, hogy a Lotaringiai-ház, mint a tartomány anagrammját vette fel a saját címerébe. Mathieu, lotaringiai herceg fiai 1096-ban még kis sasokat (fr: aiglettes), nem alerionokat viseltek. Lotaringia (fr: Lorraine) címerében az alerion a 13. század óta előfordul, bár egyes nézetek szerint a 15. század előtt nem mutatható ki. Egyes szerzők szerint Lotaringia hercege Jeruzsálem ostromakor egyetlen nyíllal három madarat lőtt le egyszerre.
A Habsburg-ház kihalása után a Habsburg–Lotaringiai uralkodócsalád címerében és így Magyarország közép- és nagycímerében is megtalálható.

## Az alerion a bestiáriumokban
A középkori bestiáriumok szerint a sashoz hasonlít, ő a madarak ura. Tűzszínű, nagyobb a sasnál és szárnyai borotvaélesek. Csak egyetlen pár él a világon és amikor a nőstény tizenhat éves, két tojást tojik és ezeket tizenhat nap alatt költi ki. Amikor a fiókák világra jönnek, szüleik más madarakkal a tengerhez repülnek, belemerülnek és elpusztulnak. A többi madár visszatér a fészekhez, hogy gondoskodjon a kis alerionokról egészen addig, amíg kirepülnek a fészekből.
Ez a történet Pierre de Beauvais Bestiaire  (1218 előtt) című művéből ismert és hasonló módon tudósít az alerionokról Prester John a kelet csodái között.
Az alerion eredete részben a főnixével függhet össze. Az avalerion olyan indiai madár, melyből csak egyetlen pár van a világon és hatvan évenként két tojást költenek ki, majd a szülők vízbe fulladnak.